# Юзеф Каетан Яновський
Юзеф Каєтан Яновський (пол. Józef Kajetan Janowski, 17 березня 1832, Варшава — 24 червня 1914, Львів) — архітектор, державний секретар під час повстання 1863—1864 років.

## Біографія
Народився у Варшаві. Батько — Адам Яновський, судовий писар, мати — Марія з Чемських.
У 1842—1850 роках навчався в реальній гімназії у Варшаві. У 1852—1853 роках працював наглядачем за роботами під час будівництва колії Варшава — Білосток. 1854 року вступив на архітектурний відділ Варшавської школи мистецтв, де в 1859 році здобув патент будівничого I першого класу. Під час навчання належав до т. зв. «кола Каплінського». Бував на зібраннях у Нарцизи Жміховської і Нарциза Янковського. В часі маніфестацій був констеблем.
У липні 1862 року став чільником організації «червоних» у Третьому управлінні Варшави. За дорученням Оскара Авейде вступив до Центрального народного комітету. Голосував за підняття повстання під час мобілізації до російського війська і за призначення диктатором Людвіка Мерославського. 22 січня 1863 року разом з іншими членами Тимчасового народного уряду виїхав до міста Кутно. Прибув до табору Мар'яна Лангевича, де 5 лютого став свідком битви на річці Слуп'я. 23 лютого повернувся до Варшави. В березні разом з Агатоном Гіллером подався до Кракова для переговорів з Людвіком Мерославським і Мар'яном Лангевичем. У квітні був в уряді, що схилявся на сторону білих. До кінця травня відсторонений від керівництва червоними учасниками замаху. Через кілька днів Франциск Добровольський відновив його в уряді, доручивши військовий відділ. В червневому уряді Кароля Маєвського став державним секретарем встановлюючи зв'язок між урядом і підлеглими відділами. У вересні вийшов з уряду, віддавши владу червоним. Незабаром прийняв їх пропозицію зайняти посаду директора відділу зовнішніх справ.
Був одним з найближчих сподвижників диктатора Ромуальда Траугутта. Після його арешту покинув Варшаву. У травні 1864 року взяв участь у зустрічі представників повстанців у Дрездені, де підписав так званий «меморіал сімох», що декларував нові, рішучіші методи боротьби.
Оселився в Парижі, де працював у Комісії з питань державного боргу. Належав до Союзу польської еміграції. 1865 року обійняв посаду керівника робіт Компанії західних залізниць. 1869 року став головним архітектором спілки, що будувала канал Рона — Середземне море.
1871 року прибув до Львова, де безуспішно намагався влаштуватись як архітектор на державну службу. Оселився у Великопольщі. 1874 року змушений пруською поліцією виїхати до Львова. Від 1877 року член Політехнічного товариства у Львові. У 1878 і 1880 роках входив до правління товариства. 1881 року отримав австро-угорське громадянство. У 1879—1884 роках був одним з директорів Промислового товариства у Львові. Як доцент Львівської політехніки викладав у 1889—1902 роках. 1894 року був господарем павільйону архітектури на Загальній крайовій виставці у Львові. 1887 року став президентом організованого ним же Товариства ветеранів. 1905 року входив до складу журі конкурсу проєктів будинку Політехнічного товариства у Львові.
У 1890-ті роки став стороною резонансного процесу, коли до нього позивався львівський скульптор Леонард Марконі зі звинуваченням у плагіаті конкурсного проєкту Промислового музею. 1899 року Марконі помер і справу продовжувала його вдова. Звинувачення, скоріш за все небезпідставні (висновок дослідника Ігоря Сьомочкіна), були однак судом відкинуті.
Ініціював видання і брав участь у редагуванні в 1888—1894 роках п'ятитомника «Матеріали до історії повстання 1863—64». У 1889—1894 роках був членом правління Музею в Рапперсвілі (Швейцарія). Залишив по собі «Щоденники січневого повстання» (вид. Львів 1923, Варшава 1931).

## Відомі споруди у Львові
- Будівля жіночої школи святого Антонія (1875—1876) на вулиці Личаківській, 148. Фасад у стилі італійського неоренесансу, оздоблений скульптурними портретами польських освітніх діячів — Ґ. Пірамовича, О. Копчинського та С. Конарського, різця Еміля Шрьодля.[6]. Нині — приміщення початкових класів Львівської спеціалізованої середньої загальноосвітньої школи № 37 з поглибленим вивченням французької мови.[7]
- Житлові будинки № 5 і 7 в стилі неоренесансу (1877—1880) на вулиці Каменярів.[8] Будинок номер 5 пам'ятний тим, що в 1877—1939 рр. належав книговидавцям В. і Б. Губриновичам.
- Нереалізований проєкт єзуїтської гімназії в Хирові від 1882 року. Заклад збудовано пізніше за проєктом Антона Лущкевича за участі Раймонда Меуса та Владислава Островського.[9]
- Шпиталь святої Софії на розі вулиць Личаківської, 42 і нинішньої Чернігівської, 1-3. Проєкт 1878 року. Згодом багаторазово розширений і добудований. Перша перебудова 1889 року проведена також за проєктом Яновського.[10]
- Пам'ятник меценатові Тадеушеві Жулинському у львівському домініканському костелі. Встановлений 1890 року, портретний медальйон виконав скульптор Томаш Дикас.[11]
- Будівля казарм жандармерії на нинішній вулиці Степана Бандери (1890-ті роки). Нині тут Львівське міське управління міліції і Львівське міське управління СБУ, а також музей-меморіал «Тюрма на Лонцького» у приміщенні колишньої політичної в'язниці, що існувала тут в польські і радянські часи.[12]
- Костел і монастир кармеліток босих на нинішній вулиці Лисенка (1890)[13].
- Спільно з Йозефом Браунзайсом брав участь у проєктуванні трьох корпусів університетських клінік на нинішній вулиці Юрія Руфа (1891).[14]
- Будинок книгарні на вулиці Театральній, 9 (1892). Шість теракотових портретних погрудь на фасаді виконав Петро Гарасимович.[15]
- Будівля Художньо-промислового музею на вулиці Гетьманській (1898—1904), співавтор проєкту Леонард Марконі. Стилістично належить до віденського неоренесансу. Скульптурне оформлення фасаду виконане Антонієм Попелем, Петром Війтовичем, Григорієм Кузневичем (знищене 1952 року). Рясна орнаментика сходової клітки роботи скульпторів Антона Попеля та Михайла Паращука. Нині це Національний музей у Львові імені Андрея Шептицького на проспекті Свободи, 20.[16]
- Будинок школи сліпих на вулиці Франка, 119 у Львові (1899, співавтор Людвік Балдвін-Рамулт).[17]

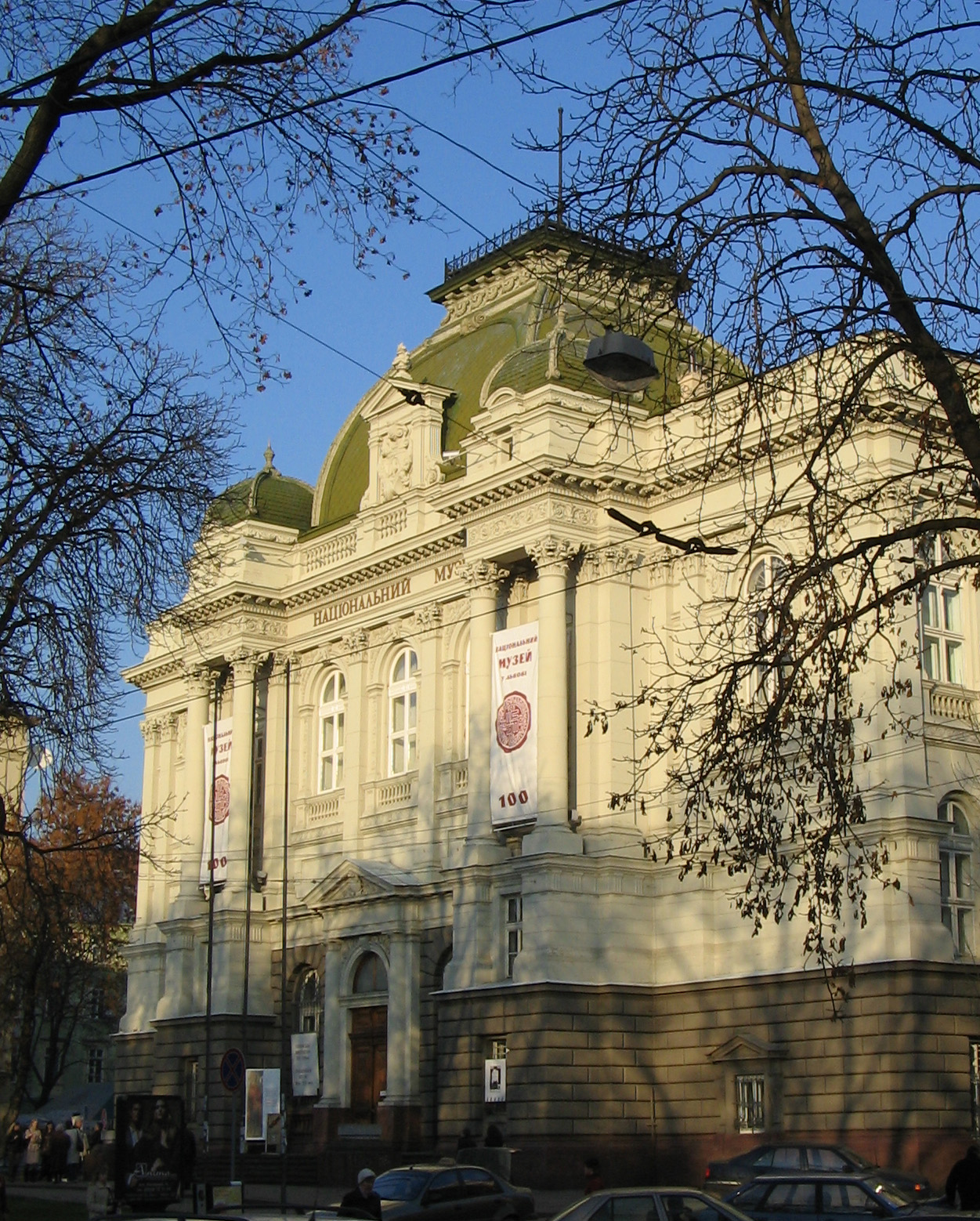
Національний музей ім. А. Шептицького
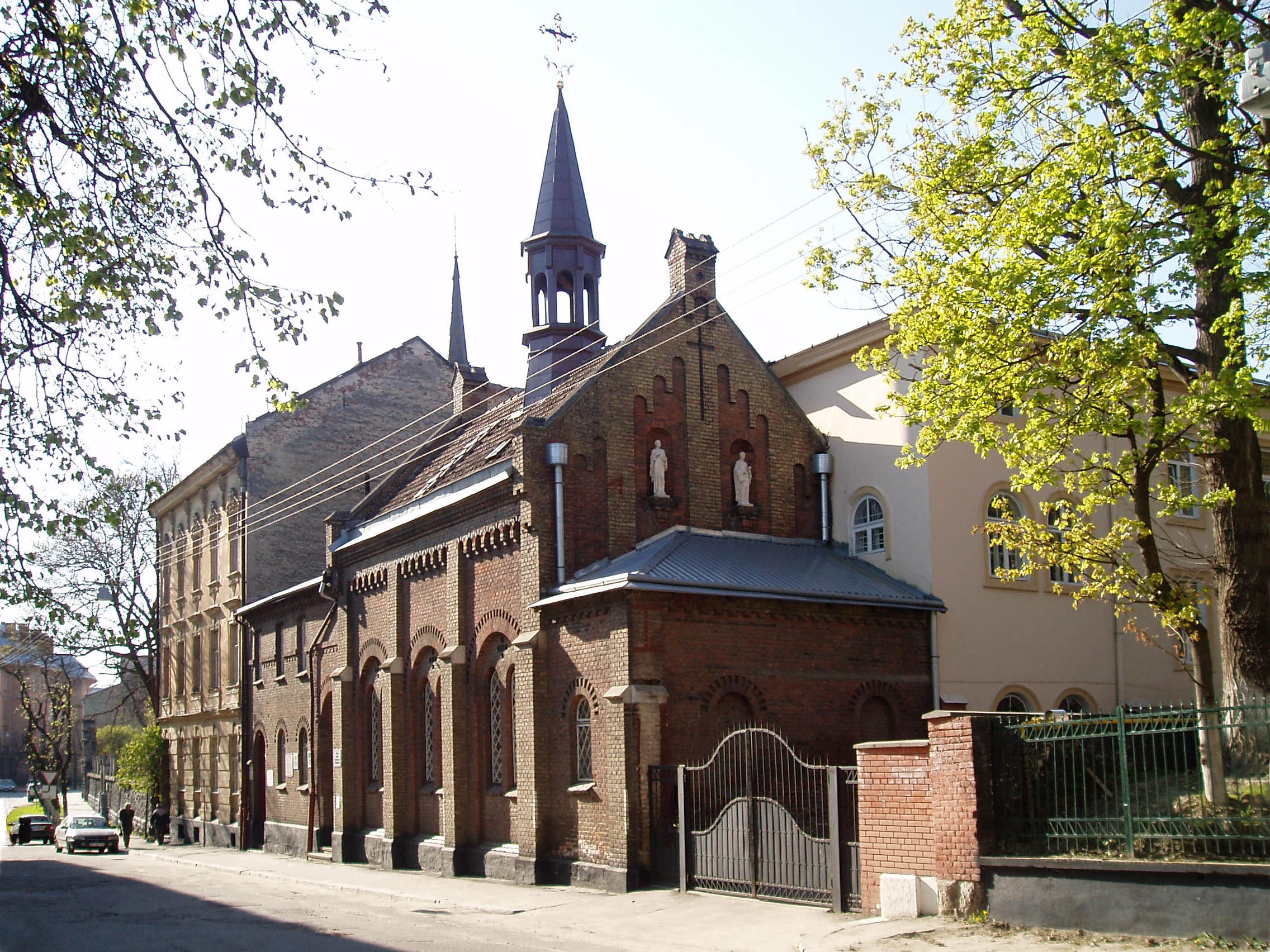
Колишній костел і монастир кармеліток босих
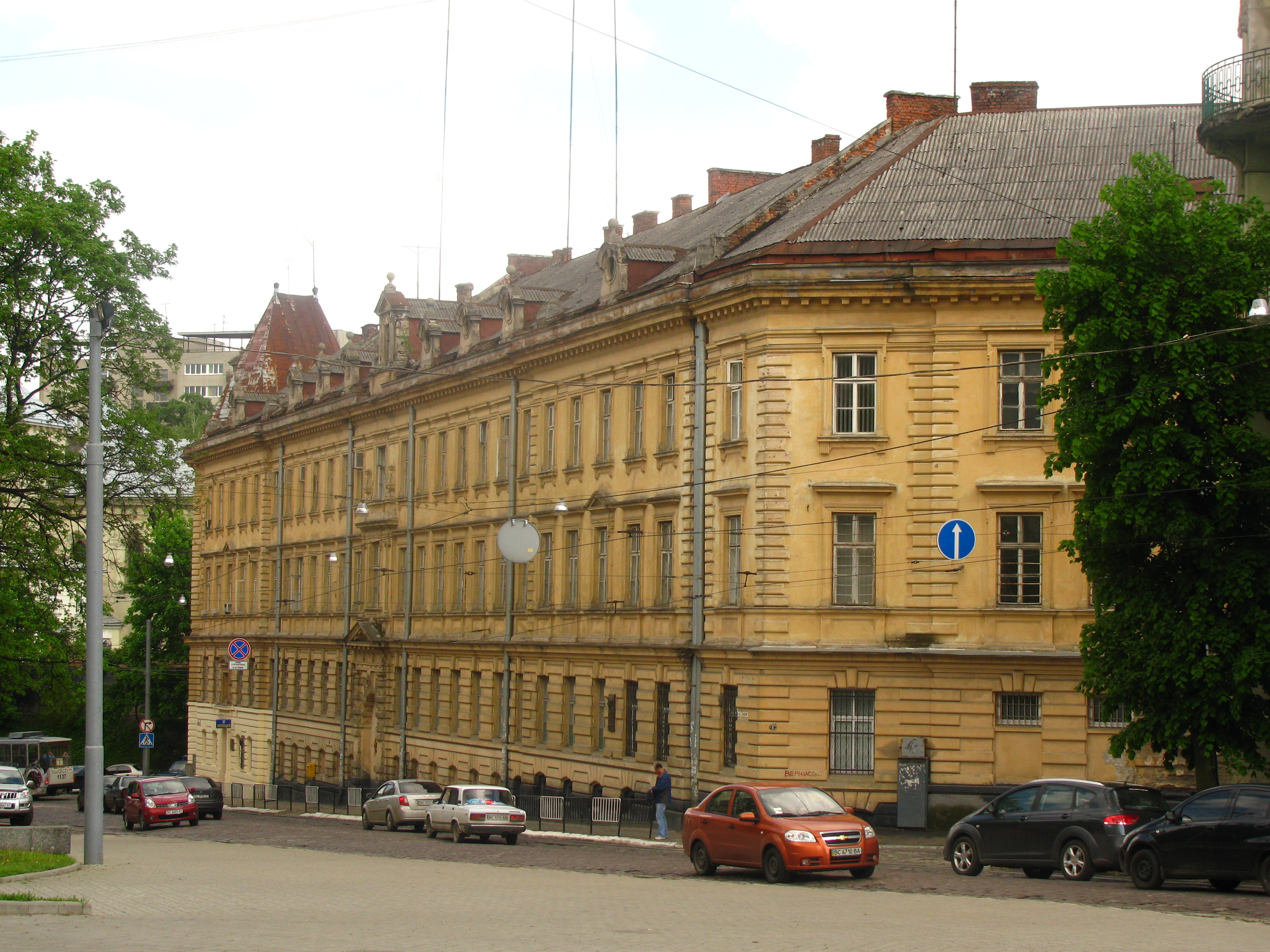
Колишні казарми жандармерії
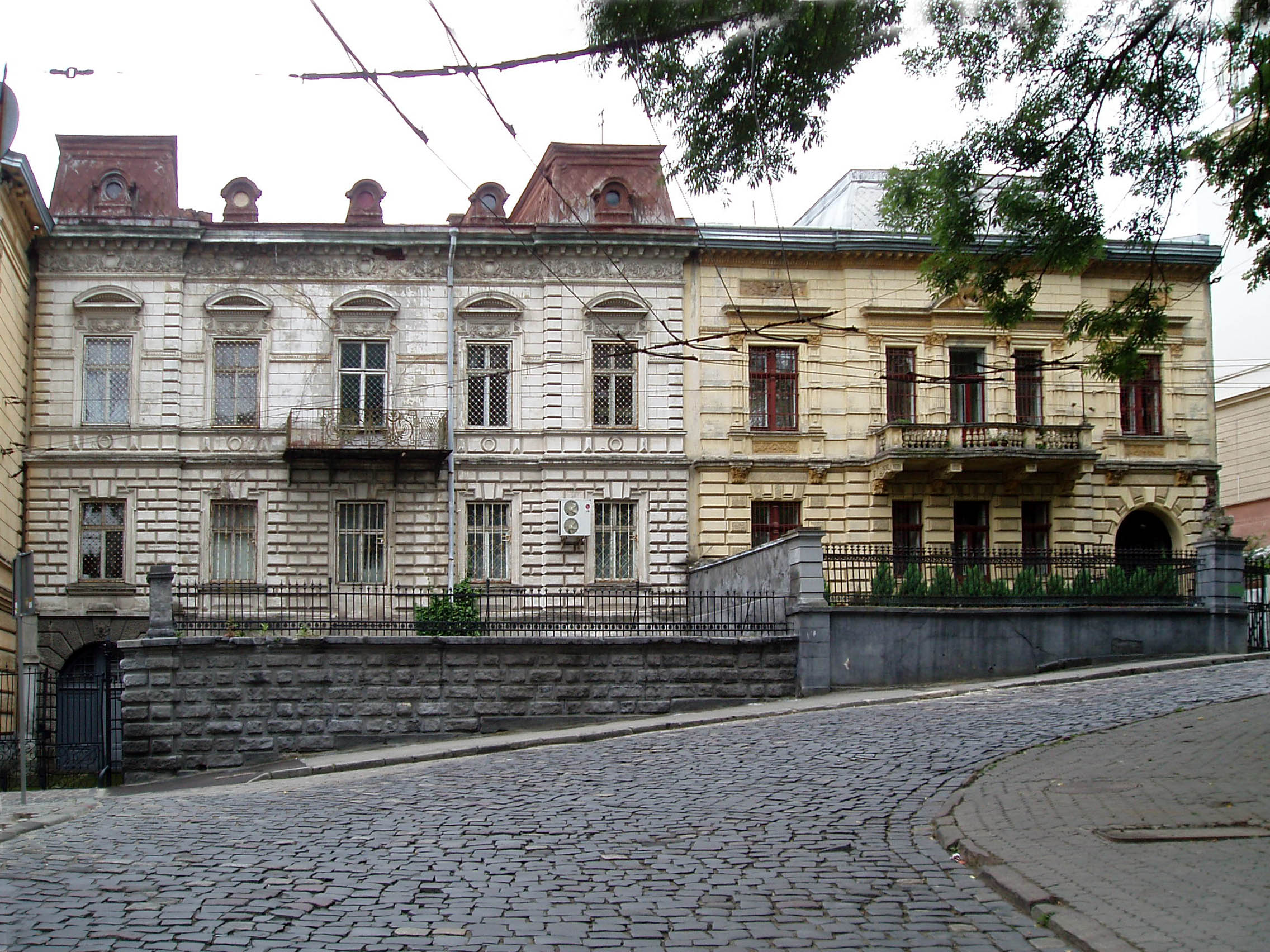
Кам'яниці (вул. Каменярів, 5, 7)